# Обогащённая категория
Обогащённая категория — обобщение понятия категории, конструкция, в которой множество морфизмов между двумя объектами заменена на объект произвольной моноидальной категории. Использование такого понятия основано на наблюдении, что во многих практических приложениях множества морфизмов имеют дополнительную структуру. Для того, чтобы воспроизвести ассоциативную операцию композиции морфизмов в обычной категории, категория, из которой берутся морфизмы, должна иметь (ассоциативную) бинарную операцию с тождественным элементом, то есть как минимум иметь структуру моноидальной категории.
Обогащённая категория, морфизмы которой принадлежат моноидальной категории {\displaystyle {\mathcal {M}}}, называется обогащённой категорией над {\displaystyle {\mathcal {M}}}, или {\displaystyle {\mathcal {M}}}-категорией.
Обогащённая категория {\displaystyle C} над моноидальной категорией {\displaystyle ({\mathcal {M}},\otimes ,I,\alpha ,\lambda ,\rho )} по определению состоит из:
- класса {\displaystyle \mathrm {Ob} (C)} — объектов {\displaystyle {\mathcal {C}}},
- объектов {\displaystyle C(a,b)} категории {\displaystyle {\mathcal {M}}} для каждой пары объектов {\displaystyle a,b\in Ob(C)},
- стрелок {\displaystyle \mathrm {id} _{a}:I\to C(a,a)} в {\displaystyle {\mathcal {M}}}, выбирающей единицу для каждого объекта {\displaystyle a\in \mathrm {Ob} (C)},
- стрелок {\displaystyle \circ _{abc}:C(b,c)\otimes C(a,b)\to C(a,c)} в {\displaystyle {\mathcal {M}}}, обозначающей композицию для каждой тройки объектов {\displaystyle a,b,c\in \mathrm {Ob} (C)},

с дополнительными свойствами, выражаемыми тремя коммутативными диаграммами. Первая диаграмма обозначает ассоциативность композиции:
Вторая и третья диаграммы соответствуют свойствам единицы:
и

## Примеры
Локально малые категории являются категориями, обогащёнными над {\displaystyle (\mathbf {Set} ,\times ,\{\cdot \})} — категорией множеств с декартовым произведением в качестве моноидальной операции.
2-категории — категории, обогащённые над {\displaystyle \mathbf {Cat} } — категорией малых категорий, с моноидальной структурой, задаваемой произведением категорий.
Локально конечные категории — категории, обогащённые над {\displaystyle (\mathbf {FinSet} ,\times )} — категорией конечных множеств с декартовым произведением.
Предпорядок можно рассматривать как обогащённую категорию над {\displaystyle \mathbf {2} } — категорией из двух элементов и одного морфизма. Категорию {\displaystyle \mathbf {2} } можно интерпретировать как стрелку false → true, тогда моноидальная операция — это конъюнкция, а true — тождественный элемент; паре {\displaystyle (a,b)} сопоставляется true, если {\displaystyle a\leq b}. Все необходимые аксиомы следуют из транзитивности и рефлексивности.
Предаддитивные категории — категории, обогащённые над {\displaystyle (\mathbf {Ab} ,\otimes )} — категорией абелевых групп с тензорным произведением.

## Связь с моноидальными функторами
Если существует моноидальный функтор из {\displaystyle {\mathcal {M}}} в {\displaystyle {\mathcal {N}}}, то любую категорию, обогащённую над {\displaystyle {\mathcal {M}}}, можно рассматривать как категорию, обогащённую над {\displaystyle {\mathcal {N}}}.
Каждая моноидальная категория {\displaystyle {\mathcal {M}}} имеет моноидальный функтор {\displaystyle {\mathcal {M}}(I,{\mbox{-}})}, поэтому в основе любой обогащённой категории лежит обычная категория. Во многих примерах функтор из моноидальной категории в обычную является строгим, и тогда категория, обогащенная над {\displaystyle {\mathcal {M}}}, может рассматриваться как обычная категория с добавленной структурой.

## Обогащённые функторы
Обогащённый функтор — обобщение понятия обычного функтора, а именно, функтор, сохраняющий дополнительную структуру обогащённой категории.
Если {\displaystyle C} и {\displaystyle D} — категории, обогащённые над {\displaystyle {\mathcal {M}}}, то {\displaystyle {\mathcal {M}}}-обогащённый функтор {\displaystyle T:C\to D} — это отображение, сопоставляющее каждому объекту {\displaystyle C} объект {\displaystyle D} и каждой паре объектов {\displaystyle a,b\in \mathrm {Ob} (C)} — морфизм в {\displaystyle {\mathcal {M}}}: {\displaystyle T_{ab}:C(a,b)\to D(T(a),T(b))}, удовлетворяющий обогащённым версиям свойств функтора. А именно, должна коммутировать диаграмма:
что соответствует уравнению:
{\displaystyle T_{aa}\circ \operatorname {id} _{a}=\operatorname {id} _{T(a)}},
где {\displaystyle I} — единица {\displaystyle {\mathcal {M}}}. Это аналог свойства обычного функтора {\displaystyle F(\mathrm {id} _{a})=\mathrm {id} _{F(a)}}. Также должна коммутировать диаграмма:
соответствующая правилу: {\displaystyle F(fg)=F(f)F(g)} для обычных функторов.